# Pfarrkirche Groß-Schweinbarth

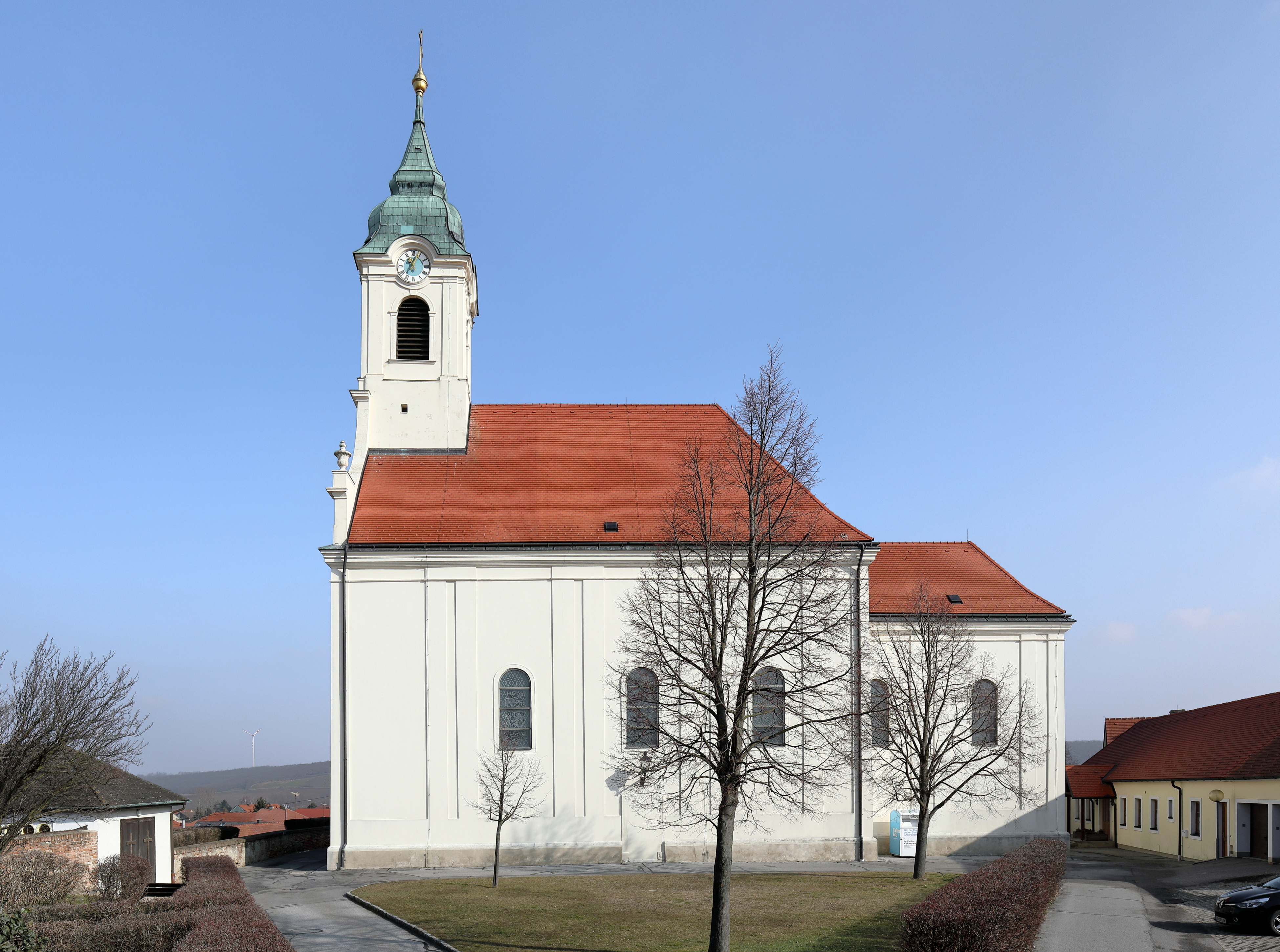
Katholische Pfarrkirche hl. Martin in Groß-Schweinbarth

Die römisch-katholische Pfarrkirche Groß-Schweinbarth steht erhöht im Westen des Ortes in der Marktgemeinde Groß-Schweinbarth im Bezirk Gänserndorf in Niederösterreich. Die dem Patrozinium des hl. Martin von Tours unterstellte Pfarrkirche gehört zum Dekanat Mistelbach-Pirawarth im Vikariat Unter dem Manhartsberg der Erzdiözese Wien. Die Kirche steht unter Denkmalschutz (Listeneintrag).

## Geschichte
Um 1300 wurde ein Vikariat und 1560 eine Pfarre genannt und 1784 die Pfarre wieder errichtet.
1721 erlitt die Kirche durch einen Brand schwere Schäden, daraufhin erfolgte 1734/1735 ein Neubau der Kirche. 1778 erhielt die Kirche einen Turm. 1945 entstanden Kriegsschäden.

## Architektur
Der große einheitlich barocke Kirchenbau zeigt eine schlichte Westturmfassade mit Lisenengliederung und einem Ovalfenster flankiert von Figurennischen und einem Volutengiebel mit bekrönenden Vasen, darüber befindet sich der zweigeschoßige Turm mit einer Pilastergliederung und großen Schallfenster und einer Turmuhr, er trägt einen Zwiebelhelm aus 1899. Das mächtige Langhaus unter einem steilen Satteldach und der wesentlich eingezogene schmale Chor haben zwischen Lisenen hohe Rundbogenfenster. Im nördlichen Chorwinkel steht eine zweigeschoßige Sakristei mit einem Eingangsvorbau, auch das Langhaus hat nördlich einen Portalvorbau.
Das Kircheninnere zeigt ein nüchternes dreijochiges Langhaus unter einem Tonnengewölbe mit Stichkappen zwischen Doppelgurten auf flachen Wandpfeilern mit Doppelpilastern und einem umlaufenden Gebälk. Der leicht erhöhte schmale zweijochige Chor mit einem geraden Schluss hat ein Tonnengewölbe mit Stichkappen zwischen Doppelgurten auf Doppelpilaster unter einem umlaufenden Gebälk. Die Sakristei hat ein Kreuzgewölbe.
Die Glasmalerei entstand in der Mitte des 20. Jahrhunderts.

## Einrichtung
Die spätklassizistischen Altäre entstanden im Anfang des 19. Jahrhunderts.
Das Gehäuse der Brüstungsorgel ist aus der Mitte des 18. Jahrhunderts, darauf sind Putti mit Musikinstrumenten. Das Orgelwerk baute Johann M. Kauffmann 1923.